# Вест Пенсакола (Флорида)
Вест Пенсакола (енгл. West Pensacola) насељено је место без административног статуса у америчкој савезној држави Флорида.

## Демографија
По попису из 2010. године број становника је 21.339, што је 600 (-2,7%) становника мање него 2000. године.
| Група             | 2000.          | 2010.         |
| Белци             | 12.432 (56,7%) | 9.691 (45,4%) |
| Афроамериканци    | 7.391 (33,7%)  | 9.007 (42,2%) |
| Азијати           | 747 (3,4%)     | 711 (3,3%)    |
| Хиспаноамериканци | 571 (2,6%)     | 1.115 (5,2%)  |
| Укупно            | 21.939         | 21.339        |